# Айвазян, Сурен Михайлович
Суре́н Миха́йлович Айвазя́н (арм. Սուրեն Միխաիլի Այվազյան; 4 августа 1933, Тбилиси — 11 сентября 2009, Ереван) — армянский геолог и общественный деятель. Автор нескольких работ по лингвистике и по истории Армении, вызвавших резкую критику специалистов и обвинения в прямых фальсификациях истории, в том числе историками в самой Армении.

## Работы по истории Армении
Историей Армении Сурен Айвазян увлёкся в 1960-е годы, намереваясь доказать исключительную древность армянского народа. Встречаясь с академиком Пиотровским, участвовавшим в раскопках древнего урартского города Тейшебаини, он вступил с ним в дискуссию относительно реальности мифологической древней Армении, описанной у Мовсеса Хоренаци. Согласно воспоминаниям Айвазяна, Пиотровский тогда сказал ему: «как геолог, Вы знаете, что ни один природный процесс не происходит бесследно. Если, как Вы утверждаете, древнейшая Армения Мовсеса Хоренаци существовала, то укажите мне археологический объект в Армении, который это подтверждает».
Сурен Айвазян выбрал в качестве такого объекта древний памятник бронзового века Мецамор, а для доказательства его связи с Арменией опубликовал подложные прорисовки монет с якобы хайасскими (древнеармянскими) иероглифами, отнеся их к XIX веку до н. э. и снабдив их собственными «переводами». Однако в ходе проверки в отделе нумизматики Исторического музея Армении в 1968 году выяснилось, что эти монеты были выпущены в обращение атабеками Азербайджана из династии Ильдегизидов в 1133—1225 гг. н. э. По заключению арабистов Института истории АН Арм. ССР «мецаморский петроглиф», опубликованный Айвазяном, представляет собою надгробие с неточно скопированной арабской надписью. В этой же статье Айвазян опубликовал «хайасские надписи», обнаруженные им на скалах Мецамора, которые после проверки, проведенной в 1968 году профессором В. А. Крачковской, оказались знаками куфического арабского письма XIX века нашей эры. Фальсификации, тем не менее, успели просочиться в авторитетные научные журналы, включая чехословацкий «New Orient» (статья Б. Мкртчяна «The Mystery of Metsamor» № 3, VI, 1967) и журнал «Anatolian Studies» (том XVIII, 1968), а также в популярную печать Армении — газету «Комсомолец» от 15 ноября 1968 года и в журнал «Гарун» (№ 1, 1969). В этих изданиях Айвазян утверждает:

Наконец, обнаруженный нами вместе с группой геологов хайасский археологический объект Мецамор с его развитым горнометаллургическим производством и иероглифической системой письма не оставил никакого сомнения относительно локализации Хайасы в пределах Айраратской области Армении. Свидетельством того, что Мецамор является именно хайасским (то есть древнеармянским), а не каким-либо иным памятником культуры, служат обнаруженные здесь первые в Армении иероглифические письмена. Их расшифровка выполнена автором на основе корреляции с армянскими иероглифическими знаками, сохранившимися в некоторых средневековых рукописях Матенадарана. Так прекратило своё существование столетнее недоразумение — концепция государства Урарту.

Таким путём Сурен Айвазян породил одну из концепций армянской принадлежности Урарту, ради которой, помимо вышеописанных «свидетельств» материальной культуры, осуществил в 1963 году «перевод» урартских клинописных памятников, якобы с древнеармянского языка. Б. Б. Пиотровский отмечает, что, выполняя эту работу, Айвазян не знал, что повторяет труд А. Мордтмана, который в середине XIX века пытался переводить «по-армянски» все клинописные памятники Месопотамии — труд, давно отвергнутый наукой.
Несмотря на всплывший подлог и ошибки, Сурен Айвазян продолжал активно публиковать результаты своих «исследований» в популярной печати, например, включая их в свою книгу «История России. Армянский след», которая издавалась в Москве в 1997 и в 2000 годах.
Как отмечает Шнирельман, ревизионистские концепции истории Армении, в том числе Айвазяна, были в первую очередь направлены против ведущих армянских историков, и публиковались в популярных журналах. В это же время академический «Историко-филологический журнал» регулярно публиковал статьи ведущих армянских ученых, направленные против ревизионистов.

## Работы по историиРуси
Сурен Айвазян опубликовал ряд неожиданных утверждений, касающихся истории Руси. В частности, он утверждает, что родиной проторусских, появившихся, по его утверждениям, во II тысячелетии до н. э., является Армянское нагорье, что название «Тбилиси» — калька с руссого «теплица», а «Лиси» — «лисьего», что армянин Смбат Багратуни основал Киев в 585 году н. э., что христианские соборы Киева и Новгорода построены армянскими зодчими в X—XI веках, что именно армяне ввели христианство на Руси, а также что настоящее имя Юрия Долгорукого было Геворг Багратуни. При этом среди посылов для этих утверждений, согласно Айвазяну, выступает тот факт, что гора Малый Арарат похожа по форме на женскую грудь, а другое название этой горы «Сис» созвучно с русским словом, также обозначающим женскую грудь, а также якобы имевшее место (однако не задокументированное в научной литературе) обнаружение на Армянском нагорье «славянских черепов», датируемых Айвазяном II тысячелетием до н. э..

## Работы по этносам
В своих работах Сурен Айвазян негативно высказывается по отношению к народам — соседям Армении. В частности, он считает, что слово «грузин» возникло в связи с тем обстоятельством, что грузины ранее всегда работали грузчиками у русских. Турки, по мнению Айвазяна, — «психически ненормальный народ, в генах которого заложено варварство, психопатия и патологический садизм».
Согласно исследованиям Айвазяна в области археологии, истории и лингвистики, англосаксы являются выходцами из Армении, переселившимися на Британские острова в XV—X веках до н. э. из области Англ-тун провинции Четвёртая Армения края Великая Армения.

## Мнение историков и журналистов Армении об Айвазяне
Многие соотечественники относятся к деятельности Сурена Айвазяна крайне негативно. Например, Ашот Мелконян, доктор исторических наук, директор Института истории НАН РА, считает, что книги Айвазяна «компрометируют армянский народ».
По мнению публициста К. Микаэляна, «Ни один здравомыслящий историк, этнолог и культуролог в Армении не принимает всерьез опусы С. Айвазяна. К сожалению, Айвазян и подобные „историки“ в патриотическом экстазе не понимают провокационную опасность своих, по их мнению, чрезвычайно полезных исторических трудов».

## Общественно-политическая деятельность
В годы перестройки Сурен Айвазян стал активистом Народного фронта Армении и подписал ряд обращений к советскому руководителю М. С. Горбачёву с требованиями передачи Армении Нагорного Карабаха.
В 2001 году Сурен Айвазян обратился с письмом к английской королеве Елизавете II с требованием вернуть Армении казну, состоящую из сокровищ Киликии, которую Левон VI, по некоторым данным, оставил на хранение английскому королю Эдуарду III (1327—1377). По мнению Сурена Айвазяна, предки королевы Елизаветы II жили в ущелье, где выращивался виноград, а это вытекает из того, что по-армянски фамилия нынешней британской королевской династии Виндзор означает «виноградное ущелье».